# Štefanovičová
Štefanovičová es un municipio del distrito de Nitra en la región de Nitra, Eslovaquia, con una población estimada a final del año 2024 de 350 habitantes.
Se encuentra ubicado en el centro-oeste de la región, en el valle del río Nitra (cuenca hidrográfica del Danubio) y cerca de la frontera con la región de Trnava.

## Demografía
| Año        | 1994 | 2004 | 2014     | 2024    |
| ---------- | ---- | ---- | -------- | ------- |
| Población  | 0    | 264  | 327      | 350     |
| Diferencia |      | –    | +23,86 % | +7,03 % |

| Año        | 2023 | 2024    |
| ---------- | ---- | ------- |
| Población  | 339  | 350     |
| Diferencia |      | +3,24 % |